# آزورس ایرلاینز
آزورس ایرلاینز (انگلیسی: Azores Airlines) شرکت هواپیمایی پرتغالی است، که در سال ۱۹۹۴ تأسیس شد.